# Matthias Merz
Matthias Merz (Menziken, 1º febbraio 1984) è un orientista svizzero.
Vincitore nella lunga distanza dei mondiali nel 2007 a Kiev, ha ottenuto anche una medaglia d'argento nella prova sprint. Nei pressi di Losanna nel 2012 ha conquistato l'argento sia nella lunga distanza che nella sprint. Ha vinto una medaglia di bronzo nel 2005 ai mondiali a staffetta ad Aichi come membro della squadra svizzera vincitrice.

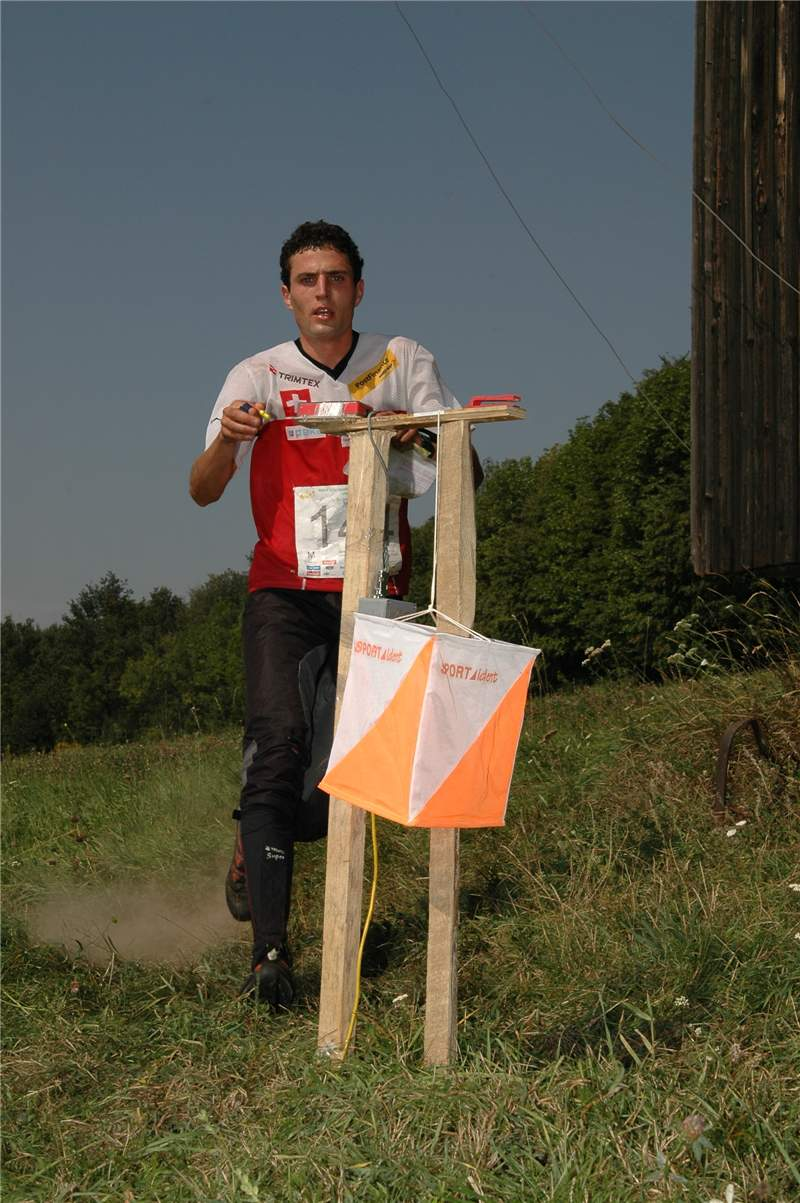
Matthias Merz ai mondiali del 2007 a Kiev

Nel 2012 a Ouchy si è classificato secondo alla prova sprint dei mondiali.